# Stazione di Livorno San Marco
Stazione di Livorno San Marco vasútállomás Olaszországban, Livorno településen.

## Vasútvonalak
Az állomást az alábbi vasútvonalak érintik:
- Pisa–Firenze-vasútvonal

## Kapcsolódó állomások
A vasútállomáshoz az alábbi állomások vannak a legközelebb: